# Babeth Mondini-VanLoo
Babeth Mondini-VanLoo (Heerlen, 1 mei 1948) is een Nederlands mediakunstenaar, film- en televisiemaker en werkte als producent en docent. Haar films en videoprojecten gaan over kunst, sociaal engagement en spiritualiteit.

## Opleiding
Babeth Mondini-VanLoo groeide op in Limburg, ging naar een katholieke nonnenschool en voltooide in 1971 de Hochschule für Kunst und Design in Aken in Duitsland. In 1971 en 1972 studeerde zij aan de kunstacademie in Düsseldorf bij Joseph Beuys, die daar docent was, en ze maakte een aantal films over Beuys en zijn werk. In 1974 ging ze film studeren aan de New York University, en ze behaalde in 1977 een 'master degree' in film aan het San Francisco Art Institute.

## Werk
In de jaren tachtig maakte ze items en films voor het VPRO programma Neon en voor de kabelpiratenzender Rabotnik TV in Amsterdam. Als docent gaf ze onder meer les aan de Vrije Academie in Den Haag (1985-1992), aan de DASARTS in Amsterdam en de Hogeschool voor de Kunsten in Arnhem (1996-1999).Tussen 1994 en 2001 was ze personal assistant en producer voor filmmaker Johan van der Keuken.
Ze was betrokken bij de Boeddhistische Omroep Stichting (BOS) vanaf de oprichting in 2000, en programmadirecteur en programmamaker tot 2013. In 2005 richtte VanLoo het Boeddhistisch Filmfestival Europa (BFFE) op, zij is directeur van dit jaarlijks in het EYE gehouden festival voor speelfilms en documentaires die in zeer ruime zin verbonden zijn met de waarden van het boeddhisme. Van 2016 tot en met 2020 was zij voorzitter van de kunstenaarsvereniging Arti et Amicitiae.
Haar films en installaties zijn sinds de jaren zeventig te zien op filmfestivals, in musea en in galerieën, onder meer in Duitsland op de documenta 6, 7 en 8 (in resp. 1977, 1982 en 1987), in de Verenigde Staten bij onder meer de Anthology Film Archives van Jonas Mekas in 1991 in New York, en bij Buddhafest 2012 en 2015 in Washington. In Nederland was haar werk te zien op het IFFR in 1980, 1992 en 1996, in het Stedelijk Museum in 1985 en 1986, en tijdens Films on Art Rotterdam in Museum Boijmans van Beuningen in 1986.
Haar werk is opgenomen in de collecties van onder meer het Goethe Institut Berlin, Centre George Pompidou in Parijs en wordt gedistribueerd door LIMA in Amsterdam, Eye Filmmuseum in Amsterdam, 235 Media in Keulen en bij Canyon Cinema in San Francisco.

## Films en video's, selectie[4][5][6]
- Andy Warhol's Unfinished Symphony, 1975
- Balls on the Line: Hommage à Joseph Beuys, 1976
- Berlin Wall & The Sex Pistols, 1978
- Jules Deelder: Dead - Alive, 1980
- Beyond Ordinary Action, 1982
- The Kiss - Joseph Beuys en Peter Struycken, 1988 (installatie)
- Kiss Napoleon Goodbye- Lydia Lunch & Henry Rollins, 1990
- Underground- Circuit Du Theatre, 1991
- Haiti: Killing the Dream, 1992
- Haiti: Coup de Grace, 1995
- Haiti: Noam Chomsky on Censorship and Disinformation, 1996 (installation)
- Lydia Lunch: Daughter of Darkness, 1998
- Traditional and Western Buddhism, 2001
- Bhutan- Women Of The Dragon Kingdom, 3 x 60 min., 2001
- Gross National Happiness, 2 parts, 1 x 30 min. + 1 x 60 min., 2004
- Coming Home - Cremation of Khandro Lhamo, 60 min., 2004
- Dalai Lama: The path of compassion, 30 min., 2006
- The devotion of Matthieu Ricard, 60 min., 2008
- Women & Buddha-potential, 60 min., 2008
- Tutu, Tintin & Tibet, 30 min., 2008
- Inner Voice - Meredith Monk, 85 min., 2009
- Dalai Lama: The power of compassion in turbulent times, 60 min., 2010
- Moniek Toebosch: Who I was before I was, 60 min., 2011
- Dalai Lama: The Oneness of Humanity, 50 min., 2012
- Jotika - Married to God, One with Buddha, 60 min., 2012
- Khandro Rinpoche – a Woman’s Path of Peace, 60 min., 2013
- Dialogue with nature, 75 min., 2014
- Dalai Lama: Wellbeing, Wisdom & Compassion, 60 min., 2014
- Painting Peace: Kazuaki Tanahashi, 2014
- Tzu Chi: Doing good in the World, 2015
- Tzu Chi – Doing good in the world- Compassion in action, 90 min., 2015
- Resilience - Vision for a new America, 80 min., 2017
- Nurturing Compassion - XVII Karmapa, 55 min., 2018
- Arnold Schwarzenegger - The Art of Bodybuilding, 1977 en 2019
- Jules Deelder – Dead Alive, 10 min., 1979/2019
- Dharma Rebel - Noah Levine, 77 min., 2019/2020
- Amsterdam Punk Resurrection, 10 min., 1979/2021